# زميل (درجة دراسية)
الزميل هو عضو في مجموعة أو زمالة تعمل معًا في متابعة المعرفة أو الممارسة المتبادلة. يوجد العديد من الأنواع المختلفة من المنح الدراسية التي تُمنح لأسباب مختلفة في الأوساط الأكاديمية والصناعة، مما يشير في كثير من الأحيان إلى مستوى متقدم من المنحة الدراسية.

## المجال التعليمي والأكاديمي
يوجد عدة أنواع من المنح الدراسية في المجال التعليمي والأكاديمي، وتُمنح لأسباب مختلفة:

### زمالات الأبحاث
يستخدم لقب زميل باحث للدلالة على مكانة بحثية أكاديمية في جامعة أو مؤسسة مشابهة ويعادل تقريبًا لقب المحاضر في مسار مهنة التدريس للإشارة إلى صاحب الزمالة البحثية. وغالبًا ما يتم اختصارها إلى اسم البرنامج أو المنظمة، على سبيل المثال، الزميل دوروثي هودجكن وليس زميل الأبحاث دوروثي هودجكين، إلا إذا كان هذا قد يسبب ارتباكًا مع شركة أخرى، على سبيل المثال، زمالة أبحاث جامعة المجتمع الملكي.
في سياق الدراسات العليا في الولايات المتحدة وكندا، يتلقى الطالب زمالة دراسات عليا. ومن الأمثلة على ذلك زمالة أبحاث الدراسات العليا، وزمالة الدراسات العليا في علوم الدفاع والهندسة الوطنية، وزمالة غوغنهايم، وزمالة روزنتال، وزمالة وودرو ويلسون التعليمية وزمالة الإدارة الرئاسية. تُمنح الزمالة للطلاب المحتملين أو الحاليين على أساس إنجازاتهم الأكاديمية أو البحثية.
في المملكة المتحدة، تُمنح الزمالة في هيئة منحة دراسية لدعم الباحثين لما بعد الدكتوراه مثل تلك المُموّلة من صندوق ويلكم ومجلس بحوث التكنولوجيا الحيوية والبيولوجيا. في المعهد الفدرالي السويسري للتكنولوجيا في زيورخ، تدعم زمالات ما بعد الدكتوراه الباحثين الوافدين. كما يُصنّف برنامج زمالة ماك آرثر الُملقب بـمنحة العبقرية كزمالة بحثية مرموقة في المملكة المتحدة.

### زمالات التدريس
يستخدم لقب زميل التدريس للدلالة على وظيفة تدريس أكاديمية في جامعة أو مؤسسة مماثلة ويعادل تقريبا لقب المحاضر. كما يمكن منح لقب زميل إلى عضو أكاديمي من الموظفين عند التقاعد الذي لا يزال ينتسب إلى إحدى الجامعات في المملكة المتحدة.
يستخدم مصطلح زميل تدريس أو مدرس مساعد في الولايات المتحدة والمملكة المتحدة في المدارس الثانوية والمدارس الإعدادية للطلاب الذين يساعدون المعلم في أحد الفصول.

### الزمالات كجائزة أو مرتبة شرف
تُمنح المنح الدراسية كجائزة في حد ذاتها، فعلى سبيل المثال، غالبًا ما تكون زمالة الجمعية الملكية أعلى درجات العضوية في العديد من الجمعيات المهنية أو الجمعيات العلمية مثل معهد تشارترد للمحكّمين أو كلية الجراحين الملكية. ويُشار إلى الدرجات الأقل منزلةً على أنهم أعضاء عادةً ما يشاركون حقوق التصويت مع الزملاء، أو الزملاء المنتسبين دون العضوية الكاملة. تختلف طريقة منح الزمالة لكل جمعية علمية، ولكنها قد تشمل عادةً بعض هذه أو كل منها:
- فترة تأهيل في درجة أقل
- اجتياز سلسلة من الامتحانات
- ترشيح من قبل اثنين من الزملاء الحاليين الذين يعرفون مقدم الطلب مهنيًا
- دليل استمرار التدريب الرسمي بعد التأهيل
- دليل على إنجاز كبير في مجال الموضوع
- تقديم أطروحة أو مجموعة من الأعمال التي سيتم فحصها
- انتخاب بتصويت من الزمالة

تمنح الجمعيات العلمية الحصرية مثل الجمعية الملكية درجة زميل بصفتها الدرجة الوحيدة للعضوية، ويمنح البعض الآخر مثل كلية الموسيقيين الشباب المنتهية الآن عضوية زميل مشارك أو درجة الدكتوراه الفخرية. يمتلك معهد الإدارة والاستراتيجية درجتين من العضوية تحمل اسم زميل وزميل أقدم. تشمل أمثلة الزمالة في الولايات المتحدة والمملكة المتحدة وأستراليا وكندا:
- زمالة الجمعية الملكية (FRS)
- زميل الجمعية الفيزيائية الأمريكية (FAPS)
- زميل الجمعية الكيميائية الأمريكية (FACS)
- زميل الأكاديمية الأمريكية للفنون والعلوم (FAAAS)
- زميل المعهد الأمريكي للهندسة الطبية والبيولوجية (FAIMBE)
- زميل جمعية ماكينات الحوسبة (FACM)
- زميل معهد تشارترد للتسويق (FCIM)
- زميل جمعية تيم في الولايات المتحدة وكندا(FHS)
- زميل جمعية المتعلمين في ويلز (FLSW)
- زميل متميز لجمعية الحاسبات البريطانية (DFBCS)
- زميل جمعية الرياضيات الصناعية والتطبيقية (FSIAM)
- زميل الجمعية الدولية لعلم الأحياء الحاسوبي (FISCB)
- زميل الكلية الملكية للأعضاء (FRCO)
- زميل جمعية الطوابع الملكية في لندن (FRPSL)
- زميل الجمعية الملكية لإدنبره (FRSE)
- زميل الجمعية الملكية للفنون (FRSA)
- زميل الجمعية الملكية للكيمياء (FRSC)
- زميل الجمعية الملكية في كندا (FRSC)
- زميل معهد التسويق المباشر والرقمية (FIDM)
- زمالة معهد الفيزياء (FInstP)
- زميل الجمعية الجغرافية الملكية(FRGS)
- زميل في الأكاديمية البريطانية (FBA)
- زميل جمعية الطيران الملكي (FRAeS)
- زميل الجمعية الفلكية الملكية (FRAS)
- زميل [[كلية الأطباء الملكية (FRCP)
- زمالة كلية الجراحين الملكية (FRCS)
- الجمعية الملكية للأدب (FRSL)
- زميل الأكاديمية الأسترالية للعلوم (FAA)
- جمعية علم الحيوان في لندن (FZS)
- زميل الجمعية الملكية لعلم الأحياء (FRSB)
- زميل الرابطة الأمريكية لتقدم العلوم (FAAAS)
- زميل جمعية الآثار في لندن (FSA)
- زميل جمعية لينيان في لندن (FLS)
- زميل جمعية النهوض بالذكاء الاصطناعي (FAAAI)
- زميل معهد الهندسة والتكنولوجيا (FIET)
- زمالة الأكاديمية الملكية للهندسة (FREng)
- زمالة أكاديمية العلوم الطبية (FMedSci)
- زميل الجمعية الصيدلانية الملكية (FRPharmS)
- زميل جمعية مصممي الغرافيك في كندا (FGDC)
- زمالة المجمع الملكي البريطاني للمحكمين (FCIArb)

يمكن أن يكون التعيين كزميل فخري في جمعية علمية أو مهنية إما احترامًا لإنجازات الشخص و/أو لخدماته الاستثنائية ضمن المجال المهني للجهة المانحة أو لتكريم المساهمات المتعلقة بالنطاق من شخص مهني من خارجها. قد تكون أو لا تكون عضوية الهيئة المانحة من المتطلبات.

### المنح الجامعية القديمة
يُشار إلى زملاء الجامعات العتيقة في جامعة أكسفورد، وجامعة كامبردج، وكلية الثالوث أحيانًا باسم زميل جامعي ضمن تشكيل الهيئة الإدارية للكلية. يمكن للجامعات انتخاب مجلس للتعامل مع الأحداث اليومية. يحق لجميع الزملاء الحصول على امتيازات معينة داخل كلياتهم، والتي قد تشمل تناول الطعام بشكل مجاني وربما الحق في الحصول على غرفة في الكلية مجانًا.
في جامعة كامبريدج، قد يُسمى الأكاديميون المتقاعدون زملاء. بينما في أوكسفورد، عادةً ما يُتخب زميل مجلس الإدارة زميلًا فخريًا ويترك مجلس الإدارة عند تقاعده. يمكن أن يُنتخب الأعضاء القدامى المتميزون في الكلية، أو المتبرعون والأصدقاء كزملاء فخريين.
يحصل بعض كبار المُدراء في الكلية على لقب زميل، وبالتالي يصبحون أعضاء في مجلس الإدارة بسبب أهميتهم في إدارة الكلية.
في جامعة هارفارد وبعض الجامعات الأخرى في الولايات المتحدة، يشغل الزملاء باعتبارهم أعضاء في مجلس الإدارة مناصب إدارية كأمين غير تنفيذي وليس أكاديمي.

### الزمالات الطبية
في المؤسسات الطبية الأمريكية، يشير لقب الزميل إلى شخص أكمل تدريب الإقامة في الطب الباطني، أو طب الأطفال، أو الجراحة العامة، الخ. تعتبر الزمالة حاليًا برنامج تدريب فرعي من 1 إلى 3 سنوات في تخصصات مثل أمراض القلب، وأمراض الكلى للأطفال، وجراحة زرع الأعضاء، وما إلى ذلك.

## زمالات مجال البحث والتطوير
تعين الشركات في مجال البحث والتطويروالصناعات المكثفة(مثلآي بي إم أو إنتل أو مايكروسوفت أو جوجل أو أبل وفي مجال تقنية المعلوماتمثل مختبرات بل، أو نورثروب غرومان أو إل 3 تكنولوجيز وفي مجال الاتصالات مثل شركة يونايتد تكنولوجيز وفي مجال الفضاء مثل شركة بوسطن العلمية في الأجهزة الطبية ومنظمات علمية كبيرة مثل ناسا ومختبر أوك ردج الوطني عددًا قليلًا جدًا من كبار الباحثين كزملاء تقنيين إما في العلوم أو الهندسة التطبيقية. يعتبر هؤلاء الزملاء قادة بحث وتطوير معترف بهم دوليًا وهم من أذكى الأفراد في العالم في مجالات تخصصهم.
الزميل الفني هو أعلى رتبة أو لقب يمكن للمرء أن يحققه في مساره المهني، على الرغم من أن بعض الزملاء يحملون أيضًا ألقاب عمل مثل نائب الرئيس) أو مدير التكنولوجيا التنفيذي.

### زمالات المنظمات غير الربحية
يمكن استخدام لقب زميل للمشاركين في برنامج التطوير المهني الذي تديره منظمة غير ربحية أو منظمة حكومية. يعتبر هذا النوع من الزمالة فرصة عمل قصيرة المدى لمدة سنة أو سنتين للمحترفين الذين يمتلكون بالفعل مستوى من الخبرة الأكاديمية أو المهنية التي ستخدم المهمة غير الربحية. يُمنح الزملاء راتبًا بالإضافة إلى الخبرة المهنية والتدريب على القيادة.